# Macella disticha
Macella disticha är en fjärilsart som beskrevs av Saalmüller 1891. Macella disticha ingår i släktet Macella och familjen nattflyn. Inga underarter finns listade i Catalogue of Life.